# McDonnell Douglas
«Макдо́ннелл-Дуглас» (англ. McDonnell Douglas) — авиастроительная компания, базировавшаяся в Сент-Луисе, штат Миссури, США. Во второй половине XX века эта корпорация являлась крупным производителем военных самолётов и одним из крупнейших производителей коммерческих авиалайнеров. Более двух третей доходов от продаж продукции и предоставляемых услуг составлял федеральный клиентский сектор обслуживания военных заказов (без учёта иностранных заказчиков американского вооружения и военной техники). В 1980-е годы стабильно входила в дюжину крупнейших подрядчиков военно-промышленного комплекса США по объёму заказов. В 1997 году McDonnell Douglas и Boeing объединились в компанию Boeing Company — крупнейшую мировую аэрокосмическую корпорацию.

## История
«Макдоннелл-Дуглас» была основана в 1967 году в результате слияния авиастроительных компаний McDonnell Aircraft Corporation и Douglas Aircraft Company.
Douglas Aircraft была основана в 1920 году инженером Дональдом У. Дугласом. Компания произвела на свет большое количество хорошо зарекомендовавших себя самолётов, включая легендарный DC-3, который появился на воздушных трассах в 1935 году и впервые сделал пассажирские авиаперевозки рентабельными. Перед началом Второй мировой войны мировой парк коммерческих авиалайнеров на 80 % состоял из DC-3. В 1953 году к коммерческим полётам приступил Douglas DC-7 — один из первых авиалайнеров, способный совершать беспосадочные перелёты по всей территории США, и только DC-7 мог в то время долететь с Восточного побережья США до Западного, двигаясь навстречу преобладающим ветрам. В конце 1950-х — начале 1960-х годов Дуглас не выдержал конкуренции со стороны Боинг, и к 1966 году компания стала убыточной.
McDonnell Aircraft Corporation, основанная в 1939 году инженером Джеймсом Макдоннелом, во время Второй мировой войны стала одним из ведущих поставщиков боевых самолётов для ВВС США. Именно эта компания дала жизнь таким известным образцам авиационной техники, как один из первых реактивных истребителей F2H Banshee (1947), реактивный истребитель F-101 (1954), и очень успешный F-4 Phantom II (1958). МакДоннел также построил капсулы Меркурий (Mercury) и Джемини (Gemini), в которых размещались первые американские астронавты во время полётов в космос в начале 1960-х годов.
После слияния двух компаний в 1967 году образовался военно-промышленный гигант, который снабжал боевыми самолётами армии всего мира. McDonnell Douglas разработал и стал выпускать F-15 Eagle — истребитель, ставший основным боевым самолётом ВВС США.
В 1970 году компания представила авиалайнер DC-10. McDonnell Douglas была также основным разработчиком американской космической станции Скайлэб (Skylab), которая была запущена на орбиту в 1973 году. В 1984 году компания купила Hughes Helicopters, производившую боевые вертолёты AH-64 Apache.
В 1980-е годы доля коммерческих самолётов в общем обороте компании составляла лишь четвёртую часть. С окончанием холодной войны и уменьшением объёмов военных заказов для McDonnell Douglas наступили тяжёлые времена. С 1990 по 1994 годы обороты компании упали на 25 %. Это заставило её в спешном порядке обратиться к рынку коммерческих самолётов. На этот момент линейку таких машин составляли:
- широкофюзеляжный трёхмоторный MD-11, способный перевозить до 410 пассажиров на большие расстояния;
- MD-80 — небольшой ближне- среднемагистральный самолёт, вступивший в строй в 1980 году, и
- MD-90, среднемагистральный лайнер, выпуск которого начался в 1995 году.

Кроме того, в 1995 компания начала принимать заказы на MD-95 — небольшой двухмоторный самолёт, предназначенный для обслуживания линий короткой и средней протяжённости, который стал выпускаться компанией Boeing как Боинг-717.
В 1996 году McDonnell Douglas объявила, что у компании нет средств на продолжение работ над широкофюзеляжным авиалайнером следующего поколения, что резко сократило возможности компании на перенасыщенном рынке коммерческих авиалайнеров. Следующим сокрушительным ударом для компании было решение Министерства обороны исключить McDonnell Douglas из списка компаний, принимающих участие в конкурсе на проект истребителя следующего поколения для американских ВВС, который обещал принести миллиарды долларов прибыли. В таком состоянии, без ясных перспектив на будущее, компания начала переговоры с Боинг. В конце 1996 года обе компании объявили о своём слиянии — крупнейшем в истории авиастроительной индустрии. Эта сделка была одобрена федеральными властями в 1997 году.

### После 1996
MD Helicopters была выделена в отдельную компанию по производству вертолётов в 1999 году.

## Подразделения
Корпорация McDonnell Douglas состояла из нескольких подразделений:
- McDonnell Douglas Aerospace — специальное подразделение по оборонным заказам, с 1967 по 1996 год.
- McDonnell Douglas Hughes Helicopters — вертолётное подразделение, с 1984 по 1996 год.
- McDonnell Douglas Aerospace Corp — аэрокосмическое подразделение.